# 마커스 보그
마커스 보그(Marcus J. Borg, 1942년-2015년)은 미국의 성공회 신학자이자 신약학자이다.

## 생애와 활동
마커스 보그는 미국 미네소타에서 스웨덴과 노르웨이계 가정에서 태어났다. 그의 집안은 루터교회(Lutheran)를 믿어왔다. 컨콜디아 대학에서 공부하고B.A., 유니언 신학교를 거쳐 옥스퍼드 대학교 맨스필드 칼리지에서 석사 학위M.Th.와 박사 학위D.Phil를 받았다. 1966년부터 컨콜디아 대학, 남 다코다 주립대학교, 칼톤 대학을 거쳐 1979년부터 2007년까지 오리건 주립대학교에서 종교와 문화 분야 석학 교수로 활동했으며 미국 성서학회 역사적 예수분과 의장, 동 학회의 국제 신약성서 프로그램 위원회 공동의장, 성공회 성서학자 협의회Anglican Association of Biblical Scholars 회장을 역임했다. 부인이자 성공회 사제인 캐논 마리안네 웰스 보그Reverend Canon Marianne Wells-Borg가 사목하고 있는 오리건 트리니티 대성당의 캐넌 신학자로 활동하다 2015년 세상을 떠났다. 예수 세미나의 주요 구성원이었으며 성서와 신학 대중화에 힘쓴 저술가, 자신의 입장에 갇히지 않고 다른 입장에 선 학자들과 적극적으로 대화한 신학자, 평신도의 신앙 성숙에 관심을 기울인 선생으로 평가받는다.

## 마커스 보그 저서 목록
- Conflict and Social Change (Minneapolis: Augsburg Publishing, 1971)
- The year of Luke (Minneapolis: Augsburg Publishing, 1976)
- Conflict, Holiness and Politics in the Teachings of Jesus (New York and Toronto: The Edwin Mellen Press, 1984(rev.1998))
- Jesus: A New Vision (San Francisco: Harperone, 1987)
- The Search for Jesus: Modern Scholarship Looks at the Gospels 존 도미니크 크로산John Dominic Crossan, 스티븐 J.패터슨Stephen J. Patterson, 허셜 섕크스와 공저 (Biblical Archaeology Society, 1994)
- Jesus in Contemporary Scholarship (Pennsylvania: Trinity Press International,. 1994)
- Meeting Jesus Again for the First Time (San Francisco: HarperOne, 1994) 『미팅 지저스』(구자명 옮김, 홍성사, 1995)
- The Lost Gospel Q: The Original Sayings of Jesus 편집 (Ulysses Press, 1996)
- Jesus at 2000 편집 및 공저 (Basic Books, 1996) 『예수 2000년』(남정우 옮김, 대한기독교서회, 2003)
- Jesus and Buddha: The Parallel Sayings 편집(잭 콘필드Jack Kornfield 서문) (Ulysses Press, 1997) 『예수와 붓다의 대담』(홍용자, 이수원 옮김, 주변인의 길, 2001)
- The God We Never Knew: Beyond Dogmatic Religion to a More Authentic Contemporary Faith (San Francisco: HarperOne, 1997) 『새로 만난 하느님』(한인철 옮김, 한국기독교연구소, 2001)
- Will the Real Jesus Please Stand Up?: A Debate Between William Lane Craig and John Dominic Crossan 윌리엄 레인 크레이그William Lane Craig, 존 도미니크 크로산등과 공저 (Grand Rapids, MI: Baker Books, 1998)
- The Meaning of Jesus: Two Visions 톰 라이트N. T. Wright와 공저 (San Francisco: HarperOne, 1999(2nd edition 2007) 『예수의 의미』(김준우 옮김, 한국기독교연구소, 2001)
- Reading the Bible Again for the First Time: Taking the Bible Seriously but Not Literally (San Francisco: HarperOne, 2001) 『성경 새롭게 다시 읽기』(김중기 옮김, 연세대학교출판부, 2004)
- The Apocalyptic Jesus: A Debate 데일 엘리슨Dale Allison, 존 도미니크 크로산John Dominic Crossan, 스티븐 J. 패터슨Stephan J. Patterson과 공저 (Santa Rosa, California: Polebridge Press, 2001)
- God at 2000 편집 (Harrisburg, PA: Morehouse Publishing, 2001)
- The Heart of Christianity: Rediscovering a Life of Faith (San Francisco: HarperOne ,2003) 『기독교의 심장』(김준우 옮김, 한국기독교연구소, 2009)
- Jesus: Uncovering the Life, Teachings, and Relevance of a Religious Revolutionary (San Francisco: HarperOne ,2006)
- Living the Heart of Christianity: A Guide to Putting Your Faith into Action 팀 스코어러Tim Scorer와 공저 (San Francisco: HarperOne ,2006)
- The Last Week: A Day-by-Day Account of Jesus's Final Week in Jerusalem 존 도미니크 크로산과 공저 (San Francisco: HarperOne ,2006) 『마지막 일주일』(오희천 옮김, 다산초당, 2012)
- The First Christmas: What the Gospels Really Teach About Jesus' Birth 존 도미니크 크로산과 공저 (San Francisco: HarperOne ,2007) 『첫 번째 크리스마스』(김준우 옮김, 한국기독교연구소, 2011)
- The First Paul: Reclaiming the Radical Visionary Behind the Church's Conservative Icon 존 도미니크 크로산과 공저 (San Francisco: HarperOne ,2009) 『첫 번째 바울의 복음』(김준우 옮김, 한국기독교연구소, 2010)
- Conversations with Scripture - The Gospel of Mark (Harrisburg, PA: Morehouse Publishing, 2009)
- Putting Away Childish Things: A Tale of Modern Faith (San Francisco: HarperOne , 2010)
- Speaking Christian: Why Christian Words Have Lost Their Meaning (San Francisco: HarperOne , 2011) 『그리스도교 신앙을 말하다』(김태현 옮김, 비아 (출판사), 2017)
- Evolution of the Word: The New Testament in the Order the Books Were Written (San Francisco: HarperOne , 2013)
- Convictions: How I Learned What Matters Most (San Francisco: HarperOne , 2014)
- Days of Awe and Wonder: How to Be a Christian in the Twenty-first Century (San Francisco: HarperOne , 2017)